# Zrównoważenie żaglowe

Układ sił aero-hydrodynamicznych działających na jacht będący w zrównoważeniu

Zrównoważenie żaglowe – (in. równowaga kierunkowa) stan fizyczny uzyskiwany na statkach o napędzie żaglowym, w którym układ siły aerodynamicznej, działającej na ożaglowanie i siły hydrodynamicznej działających na część zanurzoną kadłuba, nie powoduje zmiany kursu jednostki przy neutralnym położeniu steru i prawidłowym ustawieniu żagli.
Zrównoważenie żaglowe uzyskujemy, gdy siła aerodynamiczna przyłożona do środka ożaglowania (SOż) działa współliniowo (w rzucie z góry) z siłą hydrodynamiczną przyłożoną do środka bocznego oporu (SBO). W takiej sytuacji nie powstaje moment skręcający i jednostka płynie bez wychylenia steru po linii prostej.
Podczas projektowania jachtu konstruktor dobiera ożaglowanie oraz kształt kadłuba w taki sposób, aby uzyskać zrównoważenie żaglowe. Zadanie to nie jest proste, ze względu na trudności w ustaleniu położenia SBO i SOż. Jacht zrównoważony wymaga mniej uwagi ze strony sternika (zwłaszcza podczas żeglugi morskiej).
Brak zrównoważenia żaglowego powoduje nawietrzność lub zawietrzność w zależności od wzajemnego położenia SOż oraz SBO. W transporcie lądowym zjawiskami podobnymi są nadsterowność i podsterowność.
Na jachtach mieczowych można uzyskiwać zrównoważenie żaglowe poprzez zmianę pozycji miecza (np. podnoszenie do pozycji pośredniej, opuszczenie miecza dodatkowego). Odpowiednia konfiguracja mieczy pozwala utrzymać dowolny kurs bez wychylania płetwy steru. Na jednostkach wielomasztowych zrównoważenie żaglowe uzyskuje się poprzez odpowiednie rozmieszczanie żagli.